# Cầu hành luân
Cầu hành luân (danh pháp hai phần: Bulbophyllum luanii) là một loài phong lan thuộc chi Bulbophyllum. Loài này phân bố tại Thái Lan và Việt Nam.